# Michael Lockwood (Philosoph)
Michael John Lockwood (* 1943 oder 1944; † 24. Juni 2018) war ein promovierter britischer Philosoph (MA, DPhil).

## Leben und Wirken
Lockwood studierte Philosophie und Psychologie am Exeter College in Oxford. Sein Doktorvater war in Oxford Alfred Jules Ayer. Hiernach war Lockwood fünf Jahre lang Assistenzprofessor für Philosophie an der New York University und arbeitete anschließend als Systemanalytiker an verschiedenen Börsen, zunächst an der New York Stock Exchange und weiteren Börsen in den USA.
Lockwood war Emeritus Fellow of Green Templeton College (ehemals Green College), Oxford, wo er das Fach Philosophie über Jahre lehrte. [2] Seine Publikationen umfassen Arbeiten Artikel über Themen der philosophischen Logik, der medizinischen Ethik, des Tierrechts und der Wissenschaftstheorie.
Er starb im Alter von 74 Jahren an den Folgen der Alzheimer-Krankheit.

## Publikationen (Auswahl)
- The Grain Problem. Philosophy of mind: contemporary readings, Editors Timothy O’Connor, David Robb, Routledge, 2003, ISBN 978-0-415-28354-0.
- The Enigma of Sentience. Toward a science of consciousness II: the second Tucson discussions and debates Complex adaptive systems, Editors Stuart R. Hameroff, Alfred W. Kaszniak, Alwyn Scott, MIT Press, 1998, ISBN 978-0-262-08262-4
- Mind, brain, and the quantum: the compound ‘I‘ B. Blackwell, 1989, ISBN 978-0-631-16183-7.
- The Labyrinth of Time Oxford University Press, 2005, ISBN 978-0-19-924995-4.